# Sainte-Cécile (België)
Sainte-Cécile (Gaumais: Sinte-Cicile) is een plaats in de Belgische provincie Luxemburg en een deelgemeente van Florenville in het arrondissement Virton.
Het dorp bevindt zich in de Gaume op de grens met de Ardennen.

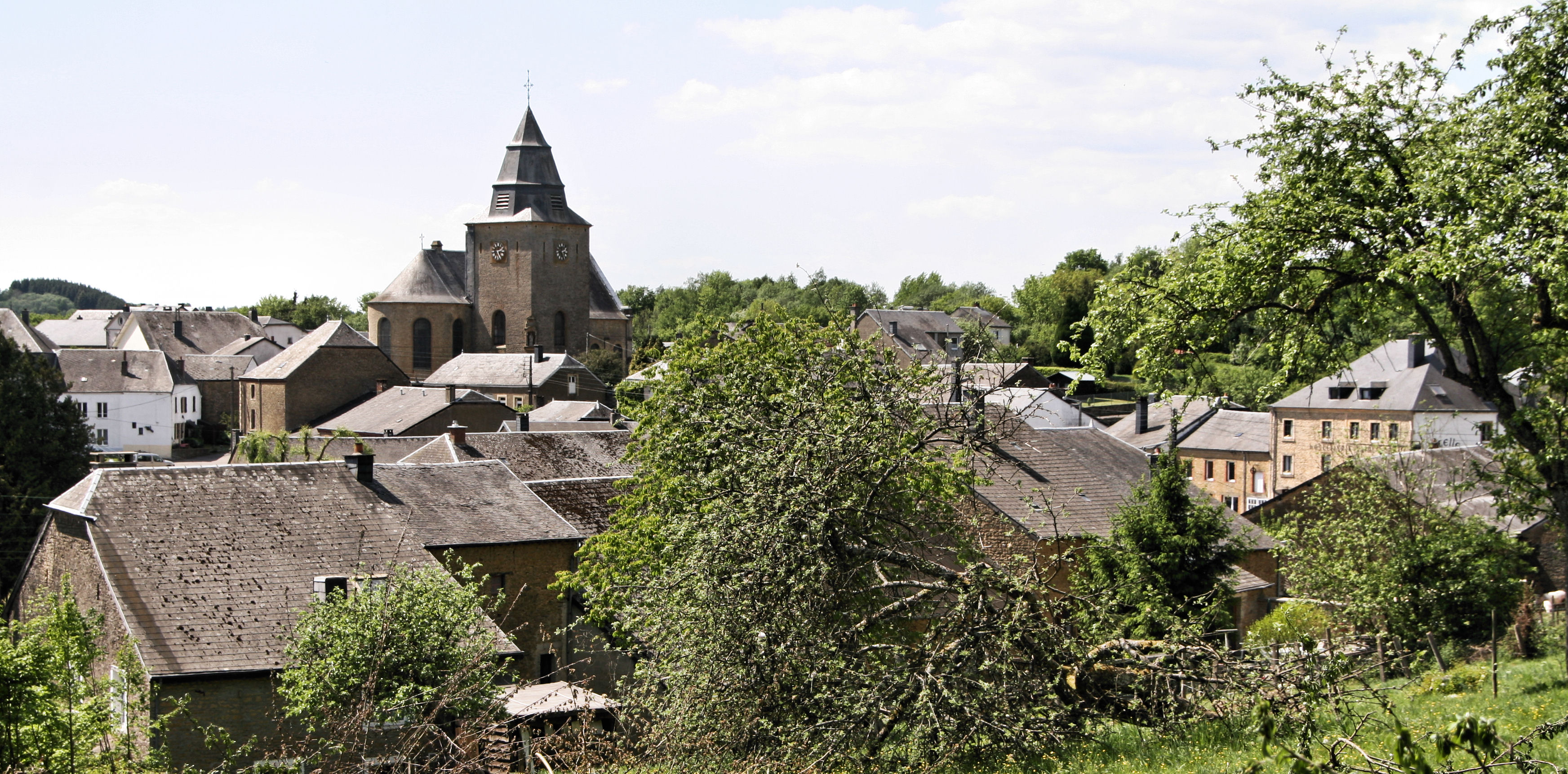
Zicht op Sainte-Cécile

## Geschiedenis
Het dorp dankt zijn naam aan een oud nonnenklooster dat totaal verwoest werd tijdens een gevecht tussen de heren van Chassepierre en de bisschop van Luik rond 1380.
Tot 1226 was het dorp onderhorig aan het graafschap Chiny en werd daarna overgenomen in de grote heerlijkheid Florenville.
Tot de gemeente Sainte-Cécile behoorde ook het dorp Fontenoille, tot dat in 1896 werd afgesplitst als zelfstandige gemeente.
Bij de gemeentelijke herindeling van 1977 werd Sainte-Cécile een deelgemeente van Florenville.

## Demografische ontwikkeling
- Bronnen:NIS, Opm:1831 tot en met 1970=volkstellingen
- 1900 - daling als gevolg van afsplitsing van Fontenoille

## Bezienswaardigheden
- De Église Sainte-Cécile met een beeld van Sint Donatius in polychrome eik (18de eeuw), twee Christusbeelden en een prachtig beeld van de Heilige Maagd in polychrome steen uit de 14de eeuw.
- De kapel "Sint-Donat", de patroonheilige van de parochie, langs de weg naar Chassepierre.
- De Semois die hier erg meandert door het landschap met prachtige uitzichten.
- La Mécanique: een oude spinnerij die aangedreven werd door de kleine rivier, Rau de Herbais, die door Sainte Cécile stroomt.
- Tombe de Chevalier: prachtig uitzichtpunt vanuit het woud van Sainte Cécile naar de oude spoorwegbrug en de watermolen van Herbeumont.

## Toerisme
- La Forgerie: Het restaurant van Sainte Cécile met een terras op la place de centenaire.
- Hostellerie Sainte Cécile tegenover de oude wasplaats met mooie tuin.
- Chambres du chat: een gezellige chambre d'hotes naast de school.
- Prieuré de Conques, het oude klooster op de grens met Herbeumont is vandaag een hotel.
- Vergezichten langs de Semois: Roche du Chat; Tombeau du chevalier; Le Castelain.
- Naast de vele wandelingen die beginnen in het dorp, komt ook de GR16, de Gaumeroute en de transsemois voorbij.

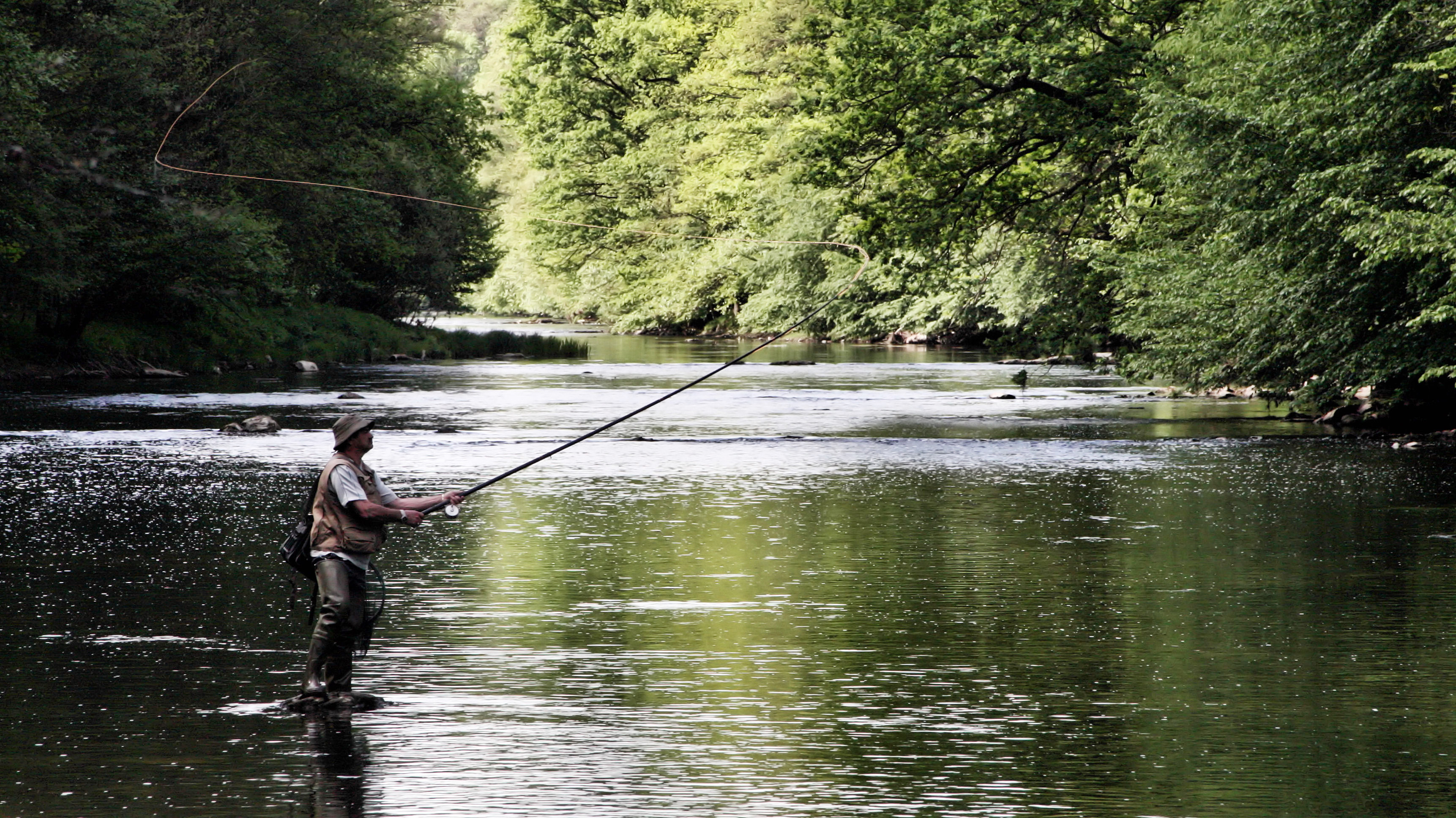
De Semois bij Sainte Cécile.

## Markt
Sinds Oktober houdt men een kleine biomarkt in het parochiegebouw "le sercle". 
Deelgemeenten: Chassepierre · Florenville · Fontenoille · Lacuisine · Muno · Sainte-Cécile · Villers-devant-Orval

Overige dorpen: Azy · Conques · Laiche · Martué · Lambermont · Le Menil · Watrinsart

Belgische gemeenten · Arrondissement Virton · Luxemburg · Wallonië